# 菓汁先生

菓汁先生舊標誌

菓汁先生是香港長江和記實業有限公司旗下子公司屈臣氏集團旗下時鮮菓汁國際的果汁品牌，於1974年面世，在香港果汁市場中領先。現在生產線於泰國，不再由自家「日日新鮮香港製造」。
2023年，時鮮菓汁國際創立果汁茶品牌，名為菓茶先生（Mr. Juicy Tea）。

## 產品

### 菓汁先生系列
- 橙汁
- 橙汁飲品 (低糖配方)
- 富士蘋果汁
- 香芒蜜瓜桃汁
- 雜果賓治

### 菓茶先生系列
- 熱情果茶
- 西柚茶
- 芒果綠茶
- 柚子普洱生茶

## 獎項
- 2002-2005年：超級品牌（香港飲料及食品組）
- TVB最受歡迎廣告頒獎典禮2007 ──最受歡迎食品及餐飲廣告（果汁先生-先生話篇）
- TVB最受歡迎廣告頒獎典禮2007 ──最受歡迎童星（果汁先生-先生話篇——蘇文峰）

## 外部連結
- 菓汁先生網站 （页面存档备份，存于）
- 屈臣氏集團網站